# Armée nationale de développement

Komorische Soldaten bei einer Parade

Die Armée nationale de développement bildet mit 800 Soldaten die Streitkräfte der Komoren. Die Truppe hat einen polizeiähnlichen Charakter und hat ihre Hauptaufgabe im Aufrechterhalten der inneren Sicherheit.
Zur Überwachung der Hoheitsgewässer hat Frankreich kleinere Verbände seiner Marine und eine Abteilung der Fremdenlegion auf der Nachbarinsel Mayotte stationiert. Die Küstenwachenfunktion wird von folgenden Behörden aus geführt: 
- Gendarmerie maritime

untersteht dem Oberbefehlshaber der französischen Marine. Die Küstenwache verfügt über 30 Patrouillenboote, aber keine eigenen Fluggeräte. Sie greift aber auf die Aviation Navale (AVIA), die französischen Marineflieger, zurück.
- Garde-Côtes des douanes françaises

französischer Wasserzoll, untersteht dem Finanzministerium. Verfügt über 3 große und 30 kleinere Patrouillenboote sowie über 5 Flugzeuge Beechcraft King Air 350 und 8 Hubschrauber.

## Allgemeines
Der Verteidigungsetat betrug im Jahr 2005 ca. 13 Mio. US-Dollar. Die Komoren erhalten Militärhilfen von Frankreich und Südafrika.
Eine Wehrpflicht besteht nicht.
2008 kam es zu einem Bürgerkrieg. Dieser endet mit dem Eingreifen der Afrikanischen Union. Dabei kämpften Rebellen um den ehemaligen Präsidenten und Oberst Bacars.
Auf der Hauptinsel sind dauerhaft 300 französische Soldaten der Fremdenlegion stationiert. Sie bilden die komorischen Streitkräfte aus.

## Ausrüstung
An Fahrzeugen werden Pick-ups des Typs Mitsubishi L200, als Ordonanzgewehr die Typen FN FAL, AK-47, als Maschinengewehr das NSW und zur Panzerbekämpfung die reaktive Panzerbüchse RPG-7 eingesetzt.

## Luftfahrzeuge

Roundel der komorischen Luftfahrzeuge

Die Armée nationale de développement unterhält zur Erfüllung seiner Aufgaben ein Transportflugzeug des Typs Let L-410 Turbolet, einen Unterstützungshubschrauber des Typs AS 350 und einen SAR-Hubschrauber des Typs Mil Mi-14.
Des Weiteren verfügt die Komorische Polizei noch über fünf Aermacchi SF-260 und eine Cessna 402.

## Patrouillenboot
Die Komoren verfügen seit 1981 über zwei Patrouillenboote der japanischen Yamayuri-Klasse.